# District d'Eskeldi
Le district d'Eskeldi (en kazakh : Ескелді ауданы)) est une subdivision administrative située dans l'oblys de Jetyssou au Kazakhstan. Le chef-lieu est Karaboulak.

## Géographie
Le district s'étend sur 4 300 km2 au sud-est du pays et est frontalier de la Chine à l'est.

## Histoire
Le district faisait partie de l'oblys d'Almaty avant le 8 juin 2022, date à laquelle l'oblys de Jetyssou a été créé.

## Démographie
La population s'élevait à 49 774 habitants en 2013.